# Ленцеа (Арђеш)
Ленцеа (рум. Lențea) насеље је у Румунији у округу Арђеш у општини Белеци-Негрешти. Oпштина се налази на надморској висини од 417 m.

## Становништво
Према подацима из 2002. године у насељу је живело 304 становника, од којих су сви румунске националности.